# DVD+RWアライアンス
DVD+RWアライアンス（DVD+RW Alliance）は、書き換え可能光ディスクの仕様を策定する団体である。

## 概要
「DVD」を冠しているが、『DVDフォーラム』団体とは無関係で、厳密にはこの団体の規格はDVDとは呼べない。

## 規格
- DVD+R
- DVD+RW
- DVD+R DL
- DVD+RW DL（日本では事実上の発売中止）

次項の参加企業以外はこれらの規格名称にDVDをつけて呼ばず、「+R」「+RW」と呼んでいる。印刷物では「『+R』『+RW』は『DVD+R』『DVD+RW』と表記されることがあります」という一文が付け加えられることがある。

## 参加企業
- Dell Inc.（デル）
- Hewlett-Packard Company（ヒューレット・パッカード）
- MITSUBISHI KAGAKU MEDIA CO.,LTD.（三菱化学メディア）
- Royal Philips Electronics Inc.（フィリップス）
- RICOH Company, Ltd.（リコー）
- Sony Corporation（ソニー）
- Thomson SA（トムソン）
- Yamaha Corporation（ヤマハ）

このうちソニー、フィリップス、ヒューレット・パッカードが中心メンバーとなっている。